# Série mondiale 1908
La Série mondiale 1908 était la 5e série finale des Ligues majeures de baseball.
Disputée du 10 au 14 octobre 1908, elle est gagnée par les Cubs de Chicago, quatre victoires à une sur les Tigers de Détroit. La finale de 1908 est la dernière Série mondiale remportée par les Cubs. En date de 2016, ces 108 années sans titre représentent un triste record du sport professionnel nord-américain.
Pour les Cubs, champions de la Ligue nationale en 1906, 1907 et 1908, c'était un deuxième triomphe consécutif en Série mondiale. 
Meilleure équipe de la Ligue nationale en 1908 avec 99 victoires contre 55 défaites, les Cubs avaient accédé à la Série mondiale en terminant devant les Giants de New York, gagnants de 98 matchs. La fin de la saison est marquée par un incident controversé (surnommé par les historiens Merkle's Boner) le 23 septembre 1908, lorsque Fred Merkle, des Giants, omet selon l'arbitre de toucher à un but, ce qui occasionne un retrait. Ce match est interrompu par l'obscurité alors que le score demeure égal, est rejoué le 8 octobre, 4 jours après la fin prévue de la saison, et remporté par les Cubs sur les Giants, éliminant ces derniers.
La Série mondiale 1908 est aussi une occasion ratée de revanche pour les Tigers de Détroit, battus par les Cubs en Série mondiale 1907. Les Tigers joueront aussi en Série mondiale 1909, qu'ils perdent face aux Pirates de Pittsburgh, pour trois défaites subies en trois automnes consécutifs. 

## Déroulement de la Série

### Calendrier des rencontres
| Match | Date       | Visiteur          | Hôte              | Score  |
| ----- | ---------- | ----------------- | ----------------- | ------ |
| 1     | 10 octobre | Cubs de Chicago   | Tigers de Détroit | 10 - 6 |
| 2     | 11 octobre | Tigers de Détroit | Cubs de Chicago   | 1 - 6  |
| 3     | 12 octobre | Tigers de Détroit | Cubs de Chicago   | 8 - 3  |
| 4     | 13 octobre | Cubs de Chicago   | Tigers de Détroit | 3 - 0  |
| 5     | 14 octobre | Cubs de Chicago   | Tigers de Détroit | 2 - 0  |

### Match 1
Samedi 10 octobre 1908 au Bennett Park, Détroit, Michigan.
| Cubs de Chicago                                                                                            | 0 | 0 | 4 | 0 | 0 | 0 | 1 | 0 | 5 | 10 | 14 | 2 |
| Tigers de Détroit                                                                                          | 1 | 0 | 0 | 0 | 0 | 0 | 3 | 2 | 0 | 6  | 10 | 3 |
| Lanceurs partants : CHC : Ed Reulbach DET : Ed Killian Vic. : Mordecai Brown (1-0) Déf. : Ed Summers (0-1) |   |   |   |   |   |   |   |   |   |    |    |   |

### Match 2
Dimanche 11 octobre 1909 à West Side Grounds (en), Chicago, Illinois.
| Tigers de Détroit | 0 | 0 | 0 | 0 | 0 | 0 | 0 | 0 | 1 | 1 | 4 | 1 |
| Cubs de Chicago | 0 | 0 | 0 | 0 | 0 | 0 | 0 | 6 | X | 6 | 7 | 0 |
| Lanceurs partants : DET : Bill Donovan CHC : Orval Overall Vic. : Orval Overall (1-0) Déf. : Bill Donovan (0-1) HRs: CHC : Joe Tinker (1) |   |   |   |   |   |   |   |   |   |   |   |   |

### Match 3
Lundi 12 octobre 1908 à West Side Grounds (en), Chicago, Illinois.
| Tigers de Détroit                                                                                                 | 1 | 0 | 0 | 0 | 0 | 5 | 0 | 2 | 0 | 8 | 12 | 4 |
| Cubs de Chicago                                                                                                   | 0 | 0 | 0 | 3 | 0 | 0 | 0 | 0 | 0 | 3 | 7  | 0 |
| Lanceurs partants : DET : George Mullin CHC : Jack Pfiester Vic. : George Mullin (1-0) Déf. : Jack Pfiester (0-1) |   |   |   |   |   |   |   |   |   |   |    |   |

### Match 4
Mardi 13 octobre 1908 au Bennett Park, Détroit, Michigan.
| Cubs de Chicago                                                                                               | 0 | 0 | 2 | 0 | 0 | 0 | 0 | 0 | 1 | 3 | 10 | 0 |
| Tigers de Détroit                                                                                             | 0 | 0 | 0 | 0 | 0 | 0 | 0 | 0 | 0 | 0 | 4  | 1 |
| Lanceurs partants : CHC : Mordecai Brown DET : Ed Summers Vic. : Mordecai Brown (2-0) Déf. : Ed Summers (0-2) |   |   |   |   |   |   |   |   |   |   |    |   |

### Match 5
Mercredi 14 octobre 1908 au Bennett Park, Détroit, Michigan.
| Cubs de Chicago                                                                                                 | 1 | 0 | 0 | 0 | 1 | 0 | 0 | 0 | 0 | 2 | 10 | 0 |
| Tigers de Détroit                                                                                               | 0 | 0 | 0 | 0 | 0 | 0 | 0 | 0 | 0 | 0 | 3  | 0 |
| Lanceurs partants : CHC : Orval Overall DET : Bill Donovan Vic. : Orval Overall (2-0) Déf. : Bill Donovan (0-2) |   |   |   |   |   |   |   |   |   |   |    |   |